# Céline Géraud
Céline Géraud (ur. 13 lutego 1968 w Forbach) – francuska judoczka.
Srebrna medalistka mistrzostw świata w 1986. Startowała w Pucharze Świata w latach 1990–1992. Zdobyła cztery medale mistrzostw Europy w latach 1985–1988, w tym trzy w drużynie. Wygrała akademickie MŚ w 1986 i trzecia w 1990. Mistrzyni Francji w 1986 i 1987 roku.